# Elizabeth Ashley
Elizabeth Ashley (* 30. srpna 1939 Ocala, Florida, USA) je americká herečka. Byla několikrát nominována na cenu Tony Award. Za hlavní ženskou vedlejší roli ve filmu The Carpetbaggers byla nominována na 22. ročníku udílení Zlatých glóbů.